# Cyphopterum minus
Cyphopterum minus är en insektsart som beskrevs av Lindberg 1965. Cyphopterum minus ingår i släktet Cyphopterum och familjen Flatidae. Inga underarter finns listade i Catalogue of Life.